# Gefle Idrottsförening
O Gefle Idrottsförening, mais conhecido como Gefle IF, é um clube de futebol sueco sediado na cidade de Gävle. O nome do clube é o nome antigo da cidade de Gävle.
O clube foi fundado a 5 de dezembro de 1882 e atualmente participa da Superettan no segundo escalação do futebol sueco e disputa os seus jogos no estádio Strömvallen.

## História
Gefle teve maior sucesso e notoriedade em duas épocas bem distintas na história, um no início do século XX, quando o futebol sueco ainda era amador e no inicio do século XXI, quando participou três vezes (2006 , 2010 e 2013) de jogos de qualificação para a Liga Europa.
Desde 2018, passou por momentos críticos indo para a Division 1 Norra e somente subindo de divisão no final de 2022, sendo campeão da Norra e indo para a Superettan.

## Jogadores notáveis
- Jonas Lantto
- Mattias Hugosson
- Daniel Bernhardsson
- Johan Oremo
- Jesper Florén
- Jakob Orlov
- Jens Portin